# مجموعه آب انبارهای معصوم خانی
مجموعه آب انبارهای معصوم خانی مربوط به دوره پهلوی است و در نائین، محله چهل دختران، کنار دروازه چهل دختران واقع شده و این اثر در تاریخ ۲۴ اسفند ۱۳۸۳ با شمارهٔ ثبت ۱۱۵۵۸ به‌عنوان یکی از آثار ملی ایران به ثبت رسیده است.